# Симфонія № 1 (Сібеліус)
Симфонія № 1 мі мінор op. 39 — симфонія Яна Сібеліуса, написана у 1898 році. Вперше виконана 26 квітня 1899 року Гельсінським філармонічним оркестром під орудою автора. Перший аудіозапис здійснив фінський диригент Роберт Каянус.

## Структура
1. Andante, ma non troppo — Allegro energico
2. Andante (ma non troppo lento)
3. Scherzo: Allegr
4. Finale: Andante — Allegro molto — Andante assai — Allegro molto come prima — Andante (ma non troppo)